# La Roquette-sur-Var
La Roquette-sur-Var är en kommun i departementet Alpes-Maritimes i regionen Provence-Alpes-Côte d'Azur i sydöstra Frankrike. Kommunen ligger  i kantonen Levens som ligger i arrondissementet Nice. År 2022 hade La Roquette-sur-Var 933 invånare.

## Befolkningsutveckling
Antalet invånare i kommunen La Roquette-sur-Var
Referens: INSEE

## Galleri

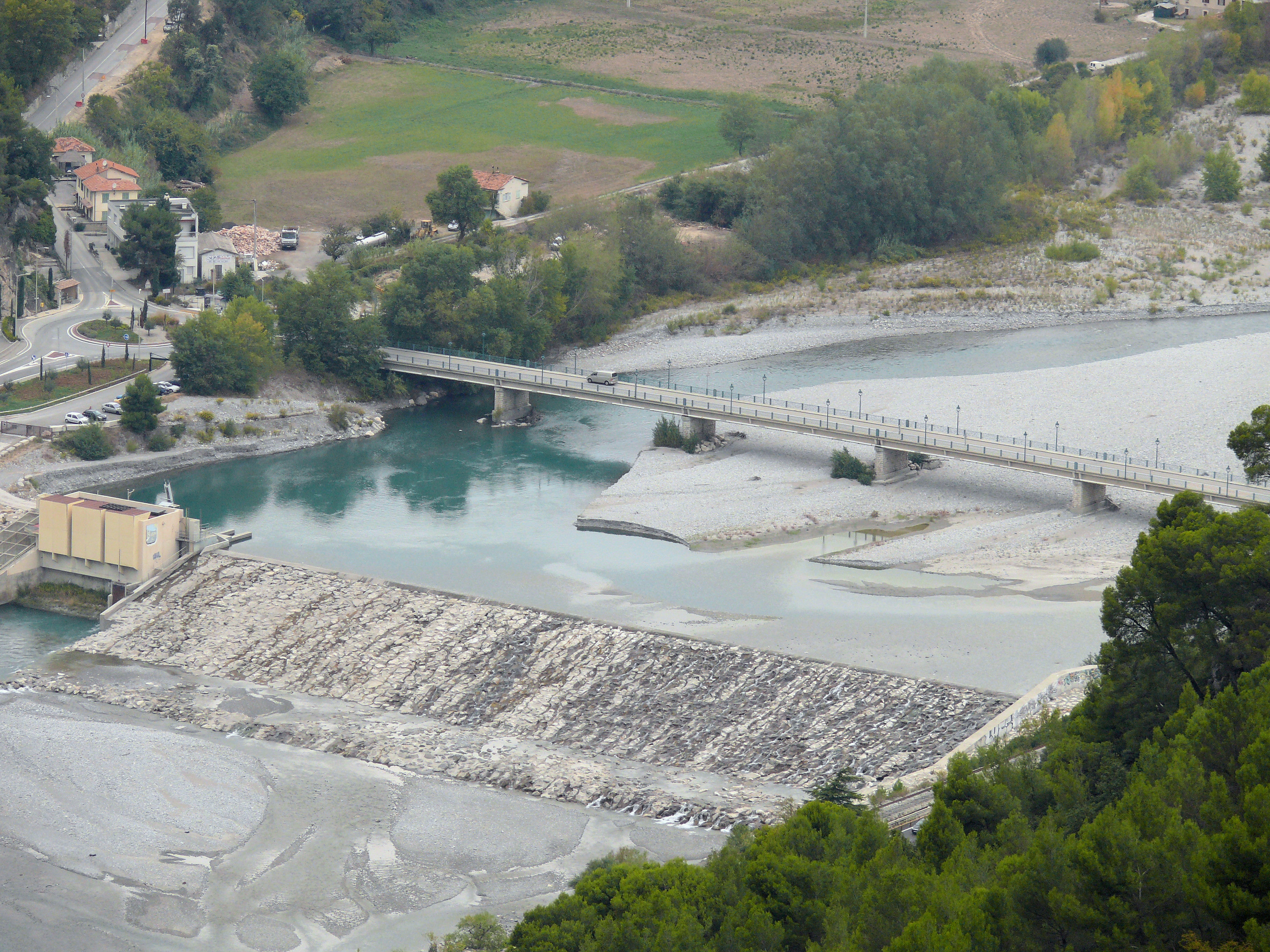
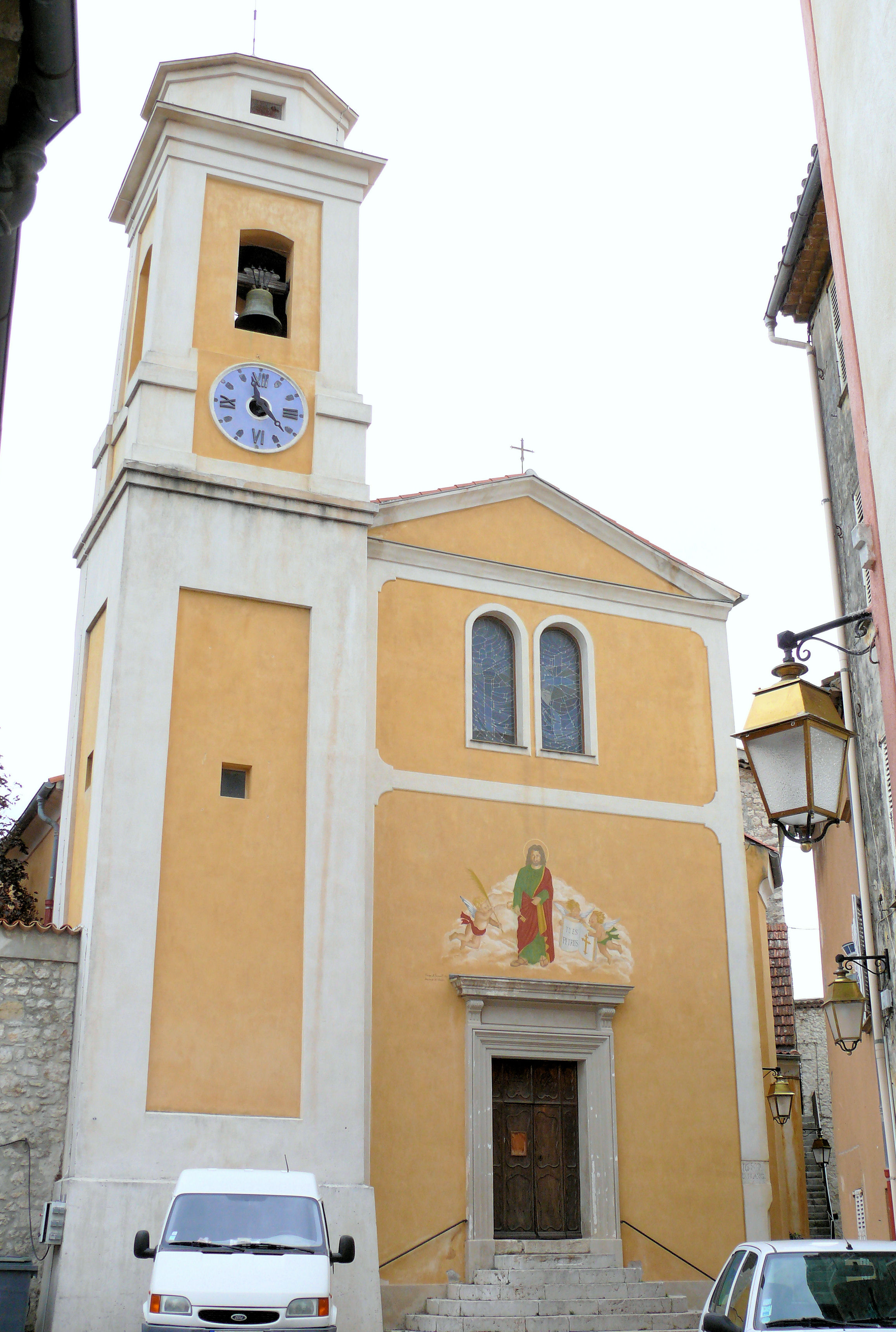
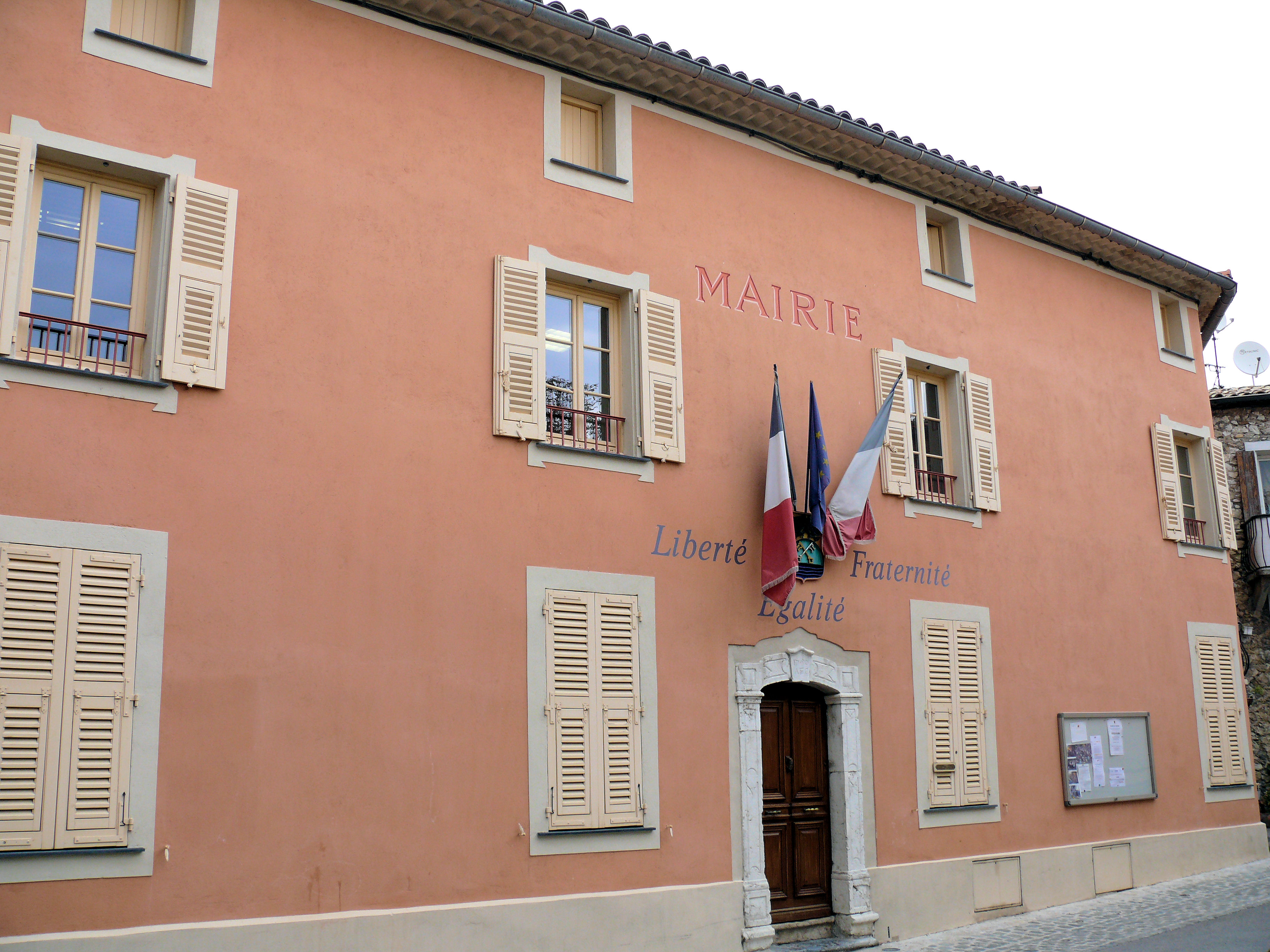